# Anyphaena

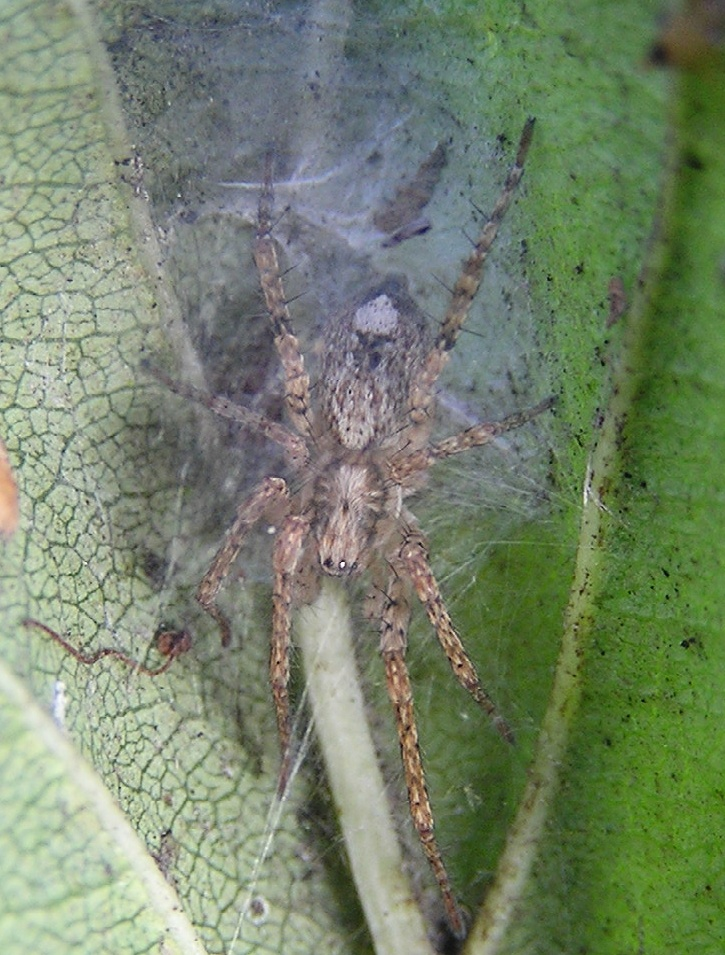
Anyphaena accentuata

Anyphaena és un gènere d'aranyes (ordre Araneae) araneomorfes de la família dels anifènids (Anyphaenidae). Les espècies d'aquest gènere és troben a Amèrica del Nord, Europa, Orient Mitjà i el sud i est d'Àsia.

## Taxonomia
- Anyphaena accentuata (Walckenaer, 1802) — des d'Europa fins a Àsia central
  - Anyphaena accentuata obscura (Sundevall, 1831) — Europa central
- Anyphaena alachua Platnick, 1974 — EUA
- Anyphaena alamos Platnick & Lau, 1975 — Mèxic
- Anyphaena alboirrorata Simon, 1878 — Portugal, França, Espanya
- Anyphaena andina Chamberlin, 1916 — Perú
- Anyphaena aperta (Banks, 1921) — EUA, Canadà
- Anyphaena arbida Platnick, 1974 — EUA
- Anyphaena autumna Platnick, 1974 — EUA
- Anyphaena ayshides Yaginuma, 1958 — Japó
- Anyphaena banksi Strand, 1906 — EUA
- Anyphaena bermudensis Sierwald, 1988 — Bermudes
- Anyphaena bispinosa Bryant, 1940 — Cuba
- Anyphaena bivalva Zhang & Song, 2004 — Xina
- Anyphaena bromelicola Platnick, 1977 — Mèxic
- Anyphaena bryantae Roewer, 1951 — Cuba
- Anyphaena californica (Banks, 1904) — EUA
- Anyphaena catalina Platnick, 1974 — EUA, Mèxic
- Anyphaena celer (Hentz, 1847) — EUA, Canadà
- Anyphaena cielo Platnick & Lau, 1975 — Mèxic
- Anyphaena cochise Platnick, 1974 — EUA
- Anyphaena cortes Platnick & Lau, 1975 — Mèxic
- Anyphaena crebrispina Chamberlin, 1919 — EUA
- Anyphaena cumbre Platnick & Lau, 1975 — Mèxic
- Anyphaena darlingtoni Bryant, 1940 — Cuba
- Anyphaena decora Bryant, 1942 — Puerto Rico
- Anyphaena diversa Bryant, 1936 — Cuba
- Anyphaena dixiana (Chamberlin & Woodbury, 1929) — EUA
- Anyphaena dominicana Roewer, 1951 — Hispaniola
- Anyphaena encino Platnick & Lau, 1975 — Mèxic
- Anyphaena felipe Platnick & Lau, 1975 — Mèxic
- Anyphaena fraterna (Banks, 1896) — EUA
- Anyphaena furcatella Banks, 1914 — Costa Rica
- Anyphaena furva Miller, 1967 — Alemanya, República Txeca, Eslovàquia
- Anyphaena gertschi Platnick, 1974 — EUA
- Anyphaena gibba O. P.-Cambridge, 1896 — Mèxic
- Anyphaena gibboides Platnick, 1974 — EUA
- Anyphaena gibbosa O. P.-Cambridge, 1896 — Mèxic
- Anyphaena hespar Platnick, 1974 — EUA, Mèxic
- Anyphaena inferens Chamberlin, 1925 — Costa Rica, Panamà
- Anyphaena judicata O. P.-Cambridge, 1896 — des dels EUA fins a Guatemala
- Anyphaena kurilensis Peelle & Saito, 1932 — Illes Curili
- Anyphaena lacka Platnick, 1974 — EUA
- Anyphaena leechi Platnick, 1977 — Mèxic
- Anyphaena maculata (Banks, 1896) — EUA
- Anyphaena marginalis (Banks, 1901) — EUA, Mèxic
- Anyphaena modesta Bryant, 1948 — Hispaniola
- Anyphaena mogan Song & Chen, 1987 — Xina
- Anyphaena mollicoma Keyserling, 1879 — Colòmbia
- Anyphaena morelia Platnick & Lau, 1975 — Mèxic
- Anyphaena nexuosa Chickering, 1940 — Panamà
- Anyphaena numida Simon, 1897 — Portugal, Espanya, França, Algèria
- Anyphaena obregon Platnick & Lau, 1975 — Mèxic
- Anyphaena otinapa Platnick & Lau, 1975 — Mèxic
- Anyphaena pacifica (Banks, 1896) — EUA, Canadà
- Anyphaena pectorosa L. Koch, 1866 — EUA, Canadà
- Anyphaena plana F. O. P.-Cambridge, 1900 — Panamà
- Anyphaena pontica Weiss, 1988 — Romania
- Anyphaena pretiosa Banks, 1914 — Costa Rica
- Anyphaena proba O. P.-Cambridge, 1896 — Mèxic
- Anyphaena pugil Karsch, 1879 — Korea, Japó
- Anyphaena pusilla Bryant, 1948 — Hispaniola
- Anyphaena quadricornuta Kraus, 1955 — El Salvador
- Anyphaena rita Platnick, 1974 — EUA, Mèxic
- Anyphaena sabina L. Koch, 1866 — Southern Europa, Rússia, Georgia, Azerbaijan
- Anyphaena salto Platnick & Lau, 1975 — Mèxic
- Anyphaena scopulata F. O. P.-Cambridge, 1900 — Guatemala
- Anyphaena simoni Becker, 1878 — Mèxic
- Anyphaena simplex O. P.-Cambridge, 1894 — Mèxic, Costa Rica
- Anyphaena soricina Simon, 1889 — India
- Anyphaena subgibba O. P.-Cambridge, 1896 — Guatemala
- Anyphaena syriaca Kulczynski, 1911 — Lebanon, Israel
- Anyphaena tancitaro Platnick & Lau, 1975 — Mèxic
- Anyphaena tehuacan Platnick & Lau, 1975 — Mèxic
- Anyphaena trifida F. O. P.-Cambridge, 1900 — Mèxic, Guatemala
- Anyphaena tuberosa F. O. P.-Cambridge, 1900 — Guatemala
- Anyphaena wanlessi Platnick & Lau, 1975 — Mèxic
- Anyphaena wuyi Zhang, Zhu & Song, 2005 — Xina
- Anyphaena xiushanensis Song & Zhu, 1991 — Xina
- Anyphaena xochimilco Platnick & Lau, 1975 — Mèxic